# Dansul dragonilor
Dansul Dragonilor (2011) (titlu original A Dance With Dragons) este al cincilea roman din seria Cântec de gheață și foc a scriitorului american George R. R. Martin.
Inițial, Dansul dragonilor trebuia să fie titlul celui de-al doilea roman al seriei pe vremea când Martin avea în plan doar o trilogie. Unele dintre primele ediții americane ale romanului Urzeala tronurilor (1996) prezentau Dansul dragonilor ca următorul volum al seriei. Antologia din 1998 intitulată Legends - în care apărea nuvela The Hedge Knight aparținând aceluiași univers - prezenta Dansul dragonilor ca a treia carte a unei tetralogii. La fel ca cele două volume anterioare din seria Cântec de gheață și foc, cartea cuprinde o anexă extinsă în care sunt prezentate casele mari și mici din Cele Șapte Regate și personajele seriei.
Pe data de 3 martie 2011, editura Bantam Spectra a anunțat lansarea cărții pe 12 iulie 2011. Martin a înmânat manuscrisul editorului pe 27 aprilie 2011, dar unele capitole au fost disponibile online încă din 2006 pe site-ul lui Martin și pe Amazon.co.uk. Filiala germană a celor de la Amazon.com (Amazon.de) a difuzat din greșeală 180 de exemplare cu două săptămâni mai devreme. Ediția cartonată americană a apărut pe 12 iulie 2011; cele 298.000 de exemplare tipărite, în format digital și audio vândute doar în prima zi au făcut cartea să devină cea mai bună investiție a anului 2011 a celor de la Random House. Aceasta a fost a doua carte a seriei care a intrat direct pe locul 1 în lista celor mai bine vândute cărți publicată de New York Times. La câteva săptămâni de la publicare, Dansul dragonilor a ajuns pe locul 1 și pe listele de la Publisher's Weekly și USA Today.

## Intriga

### Pe Zid și dincolo de acesta
Dincolo de Zid, Bran Stark caută cioara cu trei ochi care i-a apărut în viziuni și ajunge într-un sălaș subteran, unde dobândește abilitatea de a „vedea” prin intermediul copacilor sacri venerați în Nord.
Între timp, pe Zid, tânărul Jon Snow este obligat să-și consolideze poziția de Lord Comandant îndepărtându-i pe contestatarii printre care se numără călăul tatălui său, Janos Slynt. Refuzul lui Slynt de a asculta ordinele lui Jon atrage executarea sa pentru insubordonare, ceea ce-i aduce lui Jon respectul regelui Stannis. Lordul Comandant o trimite apoi pe prințesa războinică Val să facă pace cu sălbaticul Tormund și să-l aducă în partea apărată a Zidului, departe de creaturile moarte care bântuie prin pustiurile înghețate. Gestul său atrage nemulțumirea fraților jurați ai Rondului de Noapte, al căror rol este tocmai de a apăra Regatul de sălbaticii din nord și se tem că, odată ce porțile Zidului se vor deschide, aceștia vor profita de ocazie pentru a invada teritoriile prospere din sud.
Jon este conștient de riscurile pe care și le asumă, dar este și mai conștient de pericolul pe care l-ar reprezenta moartea sălbaticilor dincolo de Zid, acolo unde s-ar transforma în creaturile ne-vii împotriva cărora armele obișnuite sunt neputincioase. Împrumutând bani de la Banca de Fier din Braavos, el începe reconstrucția castelelor părăsite situate de-a lungul Zidului și le populează cu sălbaticii aduși dincoace de Zid, în încercarea de a crea o armată care să se poată opune Celorlalți. Banii îi permit, pe lângă asta, să cumpere provizii de hrană care să le permită trecerea iernii și, de asemenea, să angajeze o flotă care să aducă în Regat un grup de câteva mii de sălbatici refugiați departe în nord. Gesturile sale sunt considerate acte de trădare de către frații săi jurați, care îl înjunghie cu pumnalele.

### Dincolo de Marea Îngustă

#### În Orașele Libere
După ce și-a ucis tatăl, pe Tywin Lannister, Tyrion este ajutat de Varys să ajungă în Pentos, unde primește adăpost în locuinșa magisterului Illyrio. Trimis spre sud, Tyrion află că Varys și Illyrio l-au ascuns pe prințul Aegon Targaryen, fiul lui Rhaegar, despre care se credea că e mort. Ei vor să-l pună pe tronul Westerosului, fiind înaintea lui Daenerys în linia succesiunii și l-au încredințat spre creștere și educare lui Jon Connington, fosta Mână a Regelui Aerys și bun prieten cu prințul Rhaegar, exilat de Aerys pentru că nu reușise să pună capăt rebeliunii lui Robert Baratheon. Tyrion îl convinge pe tânărul Aegon că nu-i va fi de niciun folos să caute ajutorul lui Daenerys, ci îl îndeamnă să invadeze Cele Șapte Regate în regiunea Capătul Furtunii, pentru a atrage atenția prințesei și a o face pe ea să vină la el.
În timpul călătoriei alături de Aegon, Tyrion este răpit de Jorah Mormont, care vrea să-l ducă lui Daenerys în speranța că va primi iertarea ei. Nava pe care călătoresc cei doi naufragiază, iar ei sunt făcuți sclavi de către yunkai care îi duc împreună cu ei la Meereen, reședința lui Daenerys. Pântecăraia care decimează rândurile yunkailor fără a ține seama de clasa socială le permite celor doi să evadeze și să se alăture unei bande de mercenari, Fiii Secunzi.
În Braavos, fata cunoscută cândva sub numele de Arya Stark își continuă antrenamentul în cadrul ghildei asasinilor. După ce petrece o perioadă de orbire care o ajută să-și ascută celelalte simțuri, ea învață să-și „schimbe fața” - caracteristica ghildei - și duce la bun sfârșit primul asasinat, ceea ce-i permite să fie primită oficial în rândul organizației, ca acolită.

#### Golful Sclavilor
În orientul îndepărtat, Daenerys Targaryen - despre care mulți cred că este singura moștenitoare a Casei Targaryen a cucerit Meereenului și se străduiește să mențină pacea între zidurile orașului, precum și să facă față amenințării dușmanilor, venită pe două căi: atacul asupra cetății și „iapa albă”, plaga care le decimează rândurile. Dragonii ei au crescut și au devenit tot mai sălbatici, un adevărat pericol pentru locuitori și animalele lor; Daenerys decide să-i întemnițeze, dar cel mai mare dintre ei, Drogon, scapă și zboară departe de cetate.
Daenerys se căsătorește cu nobilul Hizdahr zo Loraq, sperând că asta va pune capăt seriei de crime desfășurate în cetate asupra oamenilor săi în cetate, precum și atacului armatelor din Yunkai și Volantis care s-au adunat dincolo de ziduri. Căsătoria aduce pacea sperată, dar Daenerys este nevoită să accepte cererea soțului ei de a redeschide arenele de gladiatori. Ceremonia de deschidere este însoțită de o încercare de otrăvire a reginei, pe care aceasta o evită, și de sosirea lui Drogon care face ravagii pe terenul arenei și care plecă purtând-o în spatele lui pe Daenerys.
Plecarea reginei lasă cetatea în mâinile lui Hizdahr, dar Ser Baristan îl arestează pentru tentativa de otrăvire a lui Daenerys și pentru complotul pus la cale cu Yunkai și Volantis de a reintroduce sclavia în Meereen, abolită de moștenitoarea tronului Targaryen. După arestarea lui Hizdar, Ser Baristan se lovește de reluarea ostilităților atât cu armatele din afara cetății, cât și cu organizația mafiotă care ucide oamenii reginei în Meereen.
După ce a străbătut jumătate de lume ca să se căsătorească cu Daenerys, onorând un pas străvechi existent între Dorne și Casa Targaryen, Quentyn Martell - prințul din Dorne, ajunge prea târziu pentru a-și mai duce planul la îndeplinire. Pentru a nu reveni acasă cu mâna goală, el decide să fure un dragon, dar este ucis și fiarele scapă în libertate. Între timp,, Drogon zboară cu Daenerys peste Marea Dothraki unde Dany, flămândă și bolnavă, întâlnește khalasarul lui Khal Jhaqo, un fost tovarăș al lui Khal Drogo care a trădat-o după moartea acestuia.
Pe mare, Flota de Fier a lui Victarion Greyjoy e înjumătățită de furtuni, dar ajunge în Golful Sclavilor. Victarion vrea să o salveze pe Daenerys atacând forțele aliate care asediază Meereenul. El speră că gestul său o va determina pe Daenerys să se mărite cu el și astfel, cu ajutorul dragonilor ei, el va putea să-l detroneze pe fratele său, Regele Euron.

### În Cele Șapte Regate

#### Nordul
Războiul Celor Cinci Regi din Westeros a luat sfârșit, dar conflictul împotriva Lannisterilor și a aliaților lor trădători, Casele Bolton și Frey, a intrat într-o nouă etapă. Regele Stannis Baratheon s-a instalat pe Zid, în timp ce Nordul este împărțit între Oamenii de Fier care controlează coasta vestică și Casa Bolton. Casa Karstark îl sfătuiește pe Stanis să atace castelul Casei Bolton, Dreadfort, care ar fi păzit doar de câțiva oameni, dar acest sfat face parte dintr-un plan conceput în secret între Boltoni și Kastarki. Stanis alege să urmeze sfatul lui Jon Snow și obține sprijinul clanurilor dealurilor din nord, capturând apoi Deepwood Motte de la Asha Greyjoy, pe care o ia prizonieră. Eliberarea castelului Deepwood Motte atrage susținerea Caselor Glover și Mormont, care îl însoțesc pe Stanis spre Winterfell, unde a campat armata Boltonilor și a aliaților acestora. Un reprezentant al Băncii de Fier din Braavos sosește la Stannis pentru a-i oferi sprijin financiar, după ce Cersei Lannister a refuzat să plătească datoriile Casei sale.
Davos Seaworth, Cavalerul Ceapă și Mână a Regelui Stannis, cere ajutorul Casei Manderly. În urma unui proces ținut în fața reprezentanților Casei Frey, Davos este condamnat la moarte, iar Casa Manderly își întărește jurământul de credință față de Casa Lannister. Dar, în secret, Cavalerul Ceapă este eliberat și trimis de Wyman Manderly să-l caute pe Rickon Stark, cel mai mic fiu al Casei Stark și moștenitorul acesteia, despre care s-a aflat că ar fi fost dus pe insula Skagos, pentru protecție. Manderly îl informează pe Davos că toate Casele din nord vor să se răzbune pe Lannisteri, Frey și Boltoni pentru trădarea lor i că, dacă se dovedește că moștenitorul Casei Stark încă mai trăiește, se vor ralia cauzei Regelui Stannis.
Theon Greyjoy nu a murit, ci a devenit prizonier la Dreadfort, unde a fost torturat de Ramsay Bolton, care i-a jupuit pielea și i-a tăiat câteva degete. Casa Bolton îl folosește pe Theon pentru a captura Moat Cailin din mâinile garnizoanei de Oameni de Fier plasată acolo, apoi pune mâna pe Winterfell prin căsătoria lui Ramsay cu Arya Stark. Theon își dă seama că fata nu este de fapt Arya, ci cea mai bună prietenă a Sansei, Jeyne Poole, dar Boltonii vor să păcălească celelate Case pentru a-și legitimiza pretenția la tronul Nordului. Nunta are loc la Winterfell, spre care se îndreaptă armata lui Stannis. Aflând că acesta a ajuns la porțile cetății, Theon o salvează pe Jeyne și evadează, alăturându-se armatei Regelui Stannis, unde-și întâlnește sora, pe Asha. Înrăutățirea vremii împiedică atacul asupra Winterfellului, dar Jon Snow primește la un moment dat o scrisoare în care este anunțat că Boltonii ar fi câștigat confruntarea.

#### Sudul
Cersei Lannister, prizonieră a Credinței Celor Șapte, recunoaște o parte dintre acuzațiile mai puțin grave care i se aduc, dar nu și pe cele care implică uciderea Regelui Robert sau a copiilor rezultați din incest. Mărturisirile ei sunt suficiente pentru a o scoate din închisoare, dar nu și de a o salva de un drum rușinos, în pielea goală pe străzile cetății, sub privirile tuturor locuitorilor. Singura ei consolare este misteriosul Robert Strong, uriașul cavaler numit Gardian al lui Cersei, cel care o va apăra în duelul judiciar cu Credința Celor Șapte. Unchiul ei, Kevan Lannister, și Marele Maester Pycelle nu vor să-i permită revenirea la putere, ci încearcă să contracareze Casa Tyrell și să refacă vechile alianțe. Mace Tyrell este numit Mână a Regelui, iar o delegație este trimisă la Banca de Fier din Braavos pentru a se repara răul făcut de Cersei prin ruperea relațiilor cu acest pilon vital pentru economia Regatului.
Jamie Lannister pune capăt luptei dintre Casele Bracken și Blackwood, ultima dintre ele susținătoare a cauzei lui Robb Stark chiar și după moartea acestuia. Casa Blackwood acceptă să se supună după ce negociază condiții rezonabile, iar ordinea este restabilită în regiune. După ce lucrurile se liniștesc, Jamie pimește vizita Briannei din Tarth, care îl anunță că a dat de urma Sansei Stark.
Între timp, convins de Tyrion să-și ia soarte în propriile mâini în loc să caute compania lui Daenerys, Aegon Targaryen decide să debarce în Westeros împreună cu Jon Connington și armata de mercenari din Compania de Aur. Campania lor este încununată de succes: patru castele sunt cucerite, deschizând drumul spre Capătul Furtunii.
Epilogul prezintă Debarcaderul Regelui acoperit de ninsoare și Casele Lannister și Tyrell blocate în discuții în care niciuna nu vrea să cedeze și să să încreadă în cealaltă. Kevan îi face o vizită lui Pycelle și-l găsește mort pe Marele Maester, fiind la rândul său rănit mortal. Ucigașul este Varys, care îl susține pe Aegon și vrea ca Cersei să redevină regenta Regelui Tommen, pentru a duce de râpă regatul. Lupta pe care intuiește că o va duce cu Casa Tyrell și eforturile depuse pentru capturarea lui Tyrion vor slăbi regatul, ușurându-i misiunea lui Aegon.

## Personaje
Povestea este narată din punctul de vedere a 18 personaje diferite, incluzând două personaje minore în prolog și epilog. Toate personajele principale - în afara a două dintre ele - au fost anunțate înainte de lansarea cărții.
În Nord:
- Prolog: Varamyr Șaptepiei, unul dintre sălbaticii supraviețuitori de dincolo de Zid, care poate prelua intra în corpul altor persoane[11]
- Jon Snow, al 998-lea Lord Comandant al Rondului de Noapte, fiul bastard al lui Eddard Stark.
- Bran Stark, moștenitorul de drept al fratelui său decedat Robb Stark, caută dincolo de Zid o putere străveche și e crezut mort de către familia sa.
- Davos Seaworth, fost contrabandist și Mână a Regelui Stannis Baratheon, trimis să negocieze la Portul Alb.
- Duhoare, Prințul Winterfellului, Schimbă-Mantie, O stafie din Winterfell: Theon Greyjoy, fiul crezut mort al fostului Rege Balon Greyjoy din Insulele de Fier, prizonier al lui Ramsay Bolton.
- Mireasa îndărătnică, Trofeul Regelui, Sacrificiul: Asha Greyjoy, nepoata Regelui Euron Greyjoy din Insulele de Fier, fugară după încoronarea unchiului ei.
- Lady Melisandre, preoteasă a zeului roșu R'hllort, originară din Asshai, sfătuitoarea lui Stannis.

În continentul estic Essos:
- Daenerys Targaryen, moștenitoarea dinastiei Targaryen care a domnit în Westeros timp de 300 de ani până la detronarea ei cu 15 ani înainte de evenimentele prezentate în primul roman. Auto-proclamată Regină a Westerosului, conduce orașul Meereen.
- Tyrion Lannister, pitic și unchi al Regelui Tommen din Westeros, fugar căutat pentru patricid și regicid, a părăsit Cele Șapte Regate.
- Omul negustorului, Hoinarul, Pețitorul alungat, Îmblânzitorul de dragoni: Quentyn Martell, fiul cel mai mare al Prințului Doran Martell din Dorne, călătorește în Est cu o misiune de la tatăl său.
- Lordul pierdut, Grifonul renăscut: Jon Connington, fostă Mână a Regelui Aerys Targaryen și unul dintre prietenii apropiați ai Prințului Rhaegar, exilat și crezut mort. Identitatea sa ca personaj principal a fost păstrată secretă înainte de publicarea romanului.
- Apărătorul Reginei, Cavalerul lepădat, Sfărâmătorul-de-Regi, Mâna Reginei: Ser Barristan Selmy, fost Lord Comandant al Gărzii Regelui Robert Baratheon și prima Mână a Reginei Daenerys.
- Pețitorul de Fier: Victarion Greyjoy, căpitan al Flotei de Fier, plecat să o caute pe Daenerys pentru a o folosi în interesul Oamenilor de Fier.
- Fata oarbă, Fata cea urâtă: Arya Stark, ascunsă în Orașul Liber Braavos unde a luat identitatea lui "Cat a Canalelor" și-și continuă antrenamentul ca asasin în Casa în Negru și Alb.

În Sud:
- Străjerul: Areo Hotah, căpitan al gărzii lui Doran Martell.
- Ser Jaime Lannister, Regicidul, Lord Comandant al Gărzii Regelui, se ocupă cu ocuparea teritoriilor din jurul Riverrunului.
- Cersei Lannister, Regina regentă, închisă în turn în așteptarea judecății.
- Epilogue: Ser Kevan Lannister, conducătorul Casei Lannister după moartea fratelui său, regent al Regelui Tommen. Identitatea sa ca personaj principal a fost păstrată secretă înainte de publicarea romanului.

Capitolele câtorva personaje, printre care sunt incluse Sansa Stark, Samwell Tarly, Aeron Părumed, Arianne Martell și Brienne din Tarth au fost scrise pentru această carte, dar vor apărea în volumul următor, The Winds of Winter.

## Harta
Pe lângă hărțile publicate în volumele anterioare, cartea include și o hartă a regiunii necartografiate anterior a Orașelor Libere de pe continentul estic.

## Împărțirea acțiunii înaintea publicării
Conform spuselor lui Martin, manuscrisul celui de-al patrulea roman a devenit prea mare pentru a fi publicat într-un singur volum. În loc să-l împartă în două și să-l publice ca „Partea I” și „Partea a II-a”, Martin a ales să facă împărțirea după personaje și locații. Apărut în 2005, romanul Festinul ciorilor este narat în principal de personajele din Sudul Celor Șapte Regate, precum și din locații noi ca Insulele de Fier și Dorne. Dansul dragonilor prezintă personajele din Nord, de dincolo de Marea Îngustă. În a doua jumătate a acestui roman reapar și personaje din volumul anterior: Jaime Lannister, Cersei Lannister, Arya Stark, Areo Hotah, Victarion și Asha Greyjoy.
Aproape o treime din Dansul dragonilor cuprinde material scris înaintea deciziei de împărțire a cărții, dar mare parte din el a fost rescris.
În 2009, Martin a confirmat că - contrar declarațiilor anterioare - Sansa Stark nu va apărea în Dansul dragonilor; capitolele dedicate ei au fost mutate în The Winds of Winter, al șaselea roman planificat al seriei. La începutul anului 2010, Martin a declarat că intenția sa a fost ca primele 800 de pagini de manuscris din Dansul dragonilor să cuprindă personajele care au lipsit din Festinul ciorilor, acțiunea desfășurându-se în paralel, „tot ceea ce urmează fiind post-Festin, așa încât de acolo vor începe să apară din nou personaje din cartea precedentă." Declarând că „am vrut să rezolv câteva dintre «cozile de pește» în care au rămas acțiunile din Festin”, Martin a mai menționat și posibilitatea ca unele dintre capitolele terminate să fie mutate în volumul următor, The Winds of Winter, în funcție de lungimea manuscrisului romanului Dansul dragonilor.

## Drumul spre publicare
În ciuda estimărilor inițiale optimiste privind finalizarea către sfârșitul anului 2006, Martin a terminat romanul după cinci ani, în aprilie 2011. În această perioadă, pe blogul lui Martin au apărut știri sporadice privind progresul său, iar în ianuarie 2008 a postat un angajament în legătură cu finalizarea romanului. La începutul anului 2008, editorul Spectra Books (parte a grupului Random House) a anunțat că Dansul dragonilor va fi lansat pe 30 septembrie 2008, dar Martin a declarat că acest lucru va fi posibil doar dacă va termina de scris până la sfârșitul lui iunie, înaintea călătoriei în Spania și Portugalia, lucru pe care nu l-a reușit.
Pe 19 februarie 2009, Martin a postat pe site-ul său: „Încerc să termin cartea până în iunie. Cred că pot s-o fac. Dacă voi reuși, probabil că Dansul dragonilor va apărea în septembrie sau octombrie.” Pe 22 iunie 2009, autorul și-a exprimat „optimismul rezervat” legat de evoluția romanului, fără a confirma data publicării. Întrebat într-un interviu acordat în iulie 2009 publicației FREE! Magazine despre cum merge cartea, Martin a declarat: „Merge destul de bine. Sper să o termin în septembrie sau octombrie; așa mi-am propus.” Pe 6 octombrie 2009, Martin a spus că lucrul la mansucrisul Dansul dragonilor a depășit deja 1.100 de pagini cu capitole finalizate, plus „multe alte bucăți, fragmente și ciorne.” El a observat că asta face ca romanul să depășească în lungime cărțile anterioare Urzeala tronurilor și Festinul ciorilor, fiind aproape la fel de lung ca Încleștarea regilor.
Pe 2 martie 2010, Martin a anunțat că a ajuns la 1.311 de pagini de manuscris, ceea ce aducea Dansul pe locul doi ca lungime în cadrul seriei, fiind devansat doar de cele 1.521 de pagini de manuscris ale Iureșului săbiilor. Pe 8 iulie 2010, Martin a confirmat în cadrul unei conferințe că manuscrisul la care lucra atinsese 1.400 de pagini și și-a exprimat dezamăgirea că nu a putut termina romanul până la conferință, fără a mai specula legat de timpul necesar finalizării acestuia după revenirea sa acasă pe 11 iulie. În cadrul aceleiași conferințe, Martin a confirmat că a scris deja un capitol despre Sansa, unul despre Arya și două despre Arianne pentru următorul roman, Winds of Winter, și că a transferat două capitole cu Cersei din acel roman în Dansul dragonilor. Pe 7 august 2010, Martin a confirmat că a terminat capitolele a opt personaje din roman, excluzând prologul și epilogul.
La convenția New York Comic Con din 10 octombrie 2010, editorul Anne Groell de la Spectra a anunțat că Martin mai are de terminat doar cinci capitole, unele porțiuni ale acestora fiind deja scrise. Ea și-a exprimat speranța de a avea în mână manuscrisul până în luna decembrie. Într-un interviu acordat în luna decembrie a anului 2010 lui Bear Swarm, Martin a declarat că aproape a terminat Dansul dragonilor.
Pe 3 martie 2011, editorul a anunțat că romanul - deși nefinalizat la acea dată - va fi lansat oficial pe 12 iulie 2011. Martin a afirmat că acest anunț diferă de precedentele, proclamând o dată reală, spre deosebire de celelalte. Pe 12 martie el a dezvăluit că manuscrisul neterminat a depășit în lungime Iureșul săbiilor, devenind cel mai mare volum al seriei. Pe 27 martie a anunțat că manuscrisul a depășit 1.600 de pagini, iar pe 27 aprilie 2011 s-a anunțat oficial că Martin a terminat Dansul dragonilor. După aproape o lună, pe 20 mai 2011, Martin a mai anunțat că, după introducerea în roman a modificărilor solicitate de staff-ul editorului și de prieteni, precum și după propria sa revizuire (pentru a elimina elementele inutile), manuscrisul a ajuns la 1.510 pagini, volumul coborând pe locul doi ca lungime în cadrul seriei, după Iureșul săbiilor. Totuși, romanul nu a fost finalizat pentru publicarea pe 12 iulie, așa cum s-a anunțat anterior.
Pe 29 iunie 2011, Martin a anunțat că Amazon Germania a lansat din greșeală 180 de exemplare ale romanului mai devreme și a cerut celor care le-au cumpărat să nu dezvăluie detalii despre acțiune, pentru a nu strica surpriza fanilor nevoiți să aștepte. Câteva site-uri Cântec de gheață și foc au pus embargou pe forumurile lor de discuții în același scop.

## Primire

### Opinii critice
Rachael Brown de la The Atlantic a găsit Dansul dragonilor „mult mai satisfăcător decât predecesorul său, sumbrul și greoiul Festin al ciorilor din 2005. Apectele din opera lui Martin pe care le-au îndrăgit fanii abundă aici - lumi complexe, răsturnări de situații și descrieri ale luptei pentru putere oamenilor. Personajele de care ne-a fost dor în Festin - Daenerys Targaryen, Tyrion Lannister și Jon Snow - umplu mai bine de o treime din roman, iar Martin este suficient de isteț ca să ne prezinte câte un capitol despre (aproape) toate celelalte personaje. Slăbiciunile care au marcat cartea precedentă a lui Martin apar și aici: prea multe repetiții, personaje care vorbesc la fel (și fac sex la fel) indiferent de originea lor, de clasa socială sau de continent. Dar, deși Dansul dragonilor cerea un sfârșit mai bun rămâne extrem de captivant. Martin a ascuns atâtea chei în precedentele sale volume, încât este o încântare să vezi cum unele piese își găsesc locul.”
Remy Verhoeve de la The Huffington Post a spus: „Dansul dragonilor este doar o carte, desigur. Nu este A Doua Venire sau ceva de genul ăsta. Și înțeleg că autorul simte o presiune uriașă privitor la aceasta (și așa și trebuie). A întârziat și a trebuit să repare unele rele provocate de Festinul ciorilor, care are pasaje care par scrise de un scriitor fantomă. A apărut în sfârșit și unele dintre lucrurile despre care ne-am pus întrebări timp de un deceniu au fost totuși revelate (nu toate, dar cel puțin câteva dintre ele). Are aceleași probleme structurale ca și coada precedentă: e lălăită și incoerentă pe alocuri, dar cel puțin personajele sunt mai interesante decât cele din precedentul volum. Îmi dau senzația că aș citi o serie de povești separate a căror acțiune se petrece în același cadru - dar asta nu mă deranjează, deoarece îmi place cadrul acțiunii, mai ales din diferite perspective. Teoriile vehiculate online în ultimii zece ani s-au adeverit în marea lor majoritate, așa încât din acest punct de vedere cartea nu reprezintă o revelație, dar nicio dezamăgire. Martin reușește și câteva răsturnări de situație, dar lasă cartea în coadă de pește în loc să ofere un final care să facă așteptarea următorului volum mai ușoară.”
David Orr de la The New York Times a spus: „Dansul dragonilor își face apariția cu 1.012 pagini și dă impresia că ultimele două cărți ale seriei o vor face să semene cu 'Bătrânul și marea'. O asemenea lungime nu e necesară și afectează proza lui Martin și intriga. Tyrion 'se clatină' de cel puțin 12 ori și chiar dacă presupunem că acest cuvânt neonorant reflectă disprețul lui Tyrion pentru ciudatul său mers legănat, pare puțin probabil că ar accepta acest dispreț când, de xemplu, se luptă pentru viața lui. La fel, când teritoriul romanului se întinde pe sute de mile și îți lipsesc propulsoarele cu jet, ca autor ești pus în fața problemei transportului.”
James Poniewozik de la Time a găsit o posibilă „slăbiciune în primele secțiuni despre Meereen (făcând-o pe Dany să pară indecisă, așa cum nu-i este felul) pentru a lăsa timp tuturor pieselor să se potrivească la locul lor” și a spus: „Toate astea conduc la o carte de o mie de pagini care pare doar de jumătate, se mișcă îndemânatic, răspunde la întrebări cheie și te impresionează cu substitute convingătoare și schimbări. La fel ca în Festinul ciorilor, există secțiuni care par a fi avut nevoie de un editor. În unele capitole te trezești dintr-o dată în lumi ciudate cu personaje de care nu prea ești legat, întrebându-te unde duce acest fir narativ, ca atunci când ai stat prea mult la o petrecere după ce au plecat prietenii cu care ai venit.”
Bill Sheehan de la The Washington Post a spus: "Plină cu elemente pline de viață, cu răsturnări de situație neașteptate, acțiuni lăsate în coadă de pește și momente de o cruzime atrăgătoare, Dansul dragonilor este o fantezie epică așa cum ar trebui scrisă: pasională, convingătoare, detaliată și plină de imagini. În ciuda unui număr de elemnte fantastice (dragoni, profeți, schimbători de formă și vrăjitoare), cartea - și seria ca întreg - pare ancorată în realitatea brutală a timpurilor medievale și are mai multe în comun cu Războiul Rozelor decât un Stăpânul inelelor. Rezultatul este un blockbuster complex al verii cu suflet și minte, o carte cu atracție rară și deosebită.”
Megan Wasson de la The Christian Science Monitor a spus: „Dansul dragonilor poate fi una dintre cele mai bune dintre cele cinci cărți ale seriei de până acum. Proza lui Martin este concisă, cerând să fie devorată iar și iar. Toate personajele preferate ale fanilor apar aici, spre deosebire de ultima carte. Dar ceea ce ridică într-adevăr cartea deasupra unora dintre celelalte din serie este abilitatea lui Martin de a-și ține cititorii cu răsuflarea tăiată. Niciun personaj, indiferent cât de plăcut și aparent important este, nu este în siguranță sub pana lui Martin (vi-l amintiți pe Ned Stark?) și, pe de altă parte, niciunul nu poate fi proclamat mort cu certitudine. Ceea ce credeați că se va întâmpla după ce ați citit cărțile 1, 2 și chiar 3 și 4, sigur nu se va mai întâmpla acum, iar în asta stă forța lui Martin.”

### Premii
În luna aprilie a anului 2012,, Dansul dragonilor a fost nominalizat la premiul Hugo pentru Cel mai bun roman. În luna mai a aceluiași an a fost nominalizat la premiul Locus pentru Cel mai bun roman fantasy, iar în luna august la premiul World Fantasy pentru Cel mai bun roman.

## Traduceri în limba română
- 2012 - Dansul dragonilor (cartonată), colecția "Nautilus", traducere Silviu Genescu, Mihai Dan Pavelescu, Laura Bocancios și Ana-Veronica Mircea, 1352 pag., ISBN 978-606-579-304-0
- 2012 - Dansul dragonilor (3 vol.), colecția "Nautilus", traducere Silviu Genescu, Mihai Dan Pavelescu, Laura Bocancios și Ana-Veronica Mircea, 1808 pag., ISBN 978-606-579-306-4
- 2013 - Dansul dragonilor (2 vol.), colecția "Nautilus", traducere Silviu Genescu, Mihai Dan Pavelescu, Laura Bocancios și Ana-Veronica Mircea, 1288 pag., ISBN 978-606-579-652-2

## Legături externe
- Site-ul oficial al lui George R. R. Martin
- Cântec de gheață și foc pe ISFDB